# Lepthyphantes aelleni
Lepthyphantes aelleni là một loài nhện trong họ Linyphiidae.
Loài này thuộc chi Lepthyphantes. Lepthyphantes aelleni được J. Denis miêu tả năm 1957.